# Ontario Hockey League
Ontario Hockey League (OHL), är en nordamerikansk juniorishockeyliga som består av 20 lag, där 17 är kanadensiska och samtliga från provinsen Ontario och tre är amerikanska varav två är från delstaten Michigan medan det tredje är från delstaten Pennsylvania. Ligan består av två konferenser, Eastern och Western och fyra divisioner, Central, East, Midwest och West.

## Historia
Förbundet Ontario Hockey Association startade 1896 en egen liga med en seniordivision och en juniordivision. Inför säsongen 1933-1934 delades juniordivisionen upp i två nivåer, Junior A och Junior B. Inför säsongen 1972-1973 delades den övre nivån upp i två nyvåer till, Tier I och Tier II. 1974 utgick nivån "Major Junior A Tier I"  från Ontario Hockey Association och blev Ontario Major Junior Hockey League ("OMJHL"). Ontario Major Junior Hockey League blev 1980 "Ontario Hockey League". På 1980-talet expanderade Ontario Hockey League till USA.

## Lagen

### Nuvarande
| Ontario Hockey League |                             |                                   |                                                |
| Eastern Conference    |                             |                                   |                                                |
| Division              | Lag                         | Stad                              | Arena                                          |
| Central               | Barrie Colts                | Barrie, Ontario, Kanada           | Barrie Molson Centre (4 195)                   |
| Central               | Mississauga Steelheads      | Mississauga, Ontario, Kanada      | Hershey Centre (5 612)                         |
| Central               | Niagara Icedogs             | St. Catharines, Ontario, Kanada   | Meridian Centre (5 300)                        |
| Central               | North Bay Battalion         | North Bay, Ontario, Kanada        | North Bay Memorial Gardens (4 043)             |
| Central               | Sudbury Wolves              | Sudbury, Ontario, Kanada          | Sudbury Community Arena (4 640)                |
| East                  | Brantford Bulldogs          | Brantford, Ontario, Kanada        | Brantford Civic Centre (2 952)                 |
| East                  | Kingston Frontenacs         | Kingston, Ontario, Kanada         | Rogers K-Rock Centre (5 614)                   |
| East                  | Oshawa Generals             | Oshawa, Ontario, Kanada           | General Motors Centre (6 125)                  |
| East                  | Ottawa 67's                 | Ottawa, Ontario, Kanada           | TD Place Arena (9 862)                         |
| East                  | Peterborough Petes          | Peterborough, Ontario, Kanada     | Peterborough Memorial Centre (4 329)           |
| Western Conference    |                             |                                   |                                                |
| Division              | Lag                         | Stad                              | Arena                                          |
| Midwest               | Erie Otters                 | Erie, Pennsylvania, USA           | Erie Insurance Arena (6 833)                   |
| Midwest               | Guelph Storm                | Guelph, Ontario, Kanada           | Sleeman Centre (4 715)                         |
| Midwest               | Kitchener Rangers           | Kitchener, Ontario, Kanada        | Kitchener Memorial Auditorium Complex (7 777)  |
| Midwest               | London Knights              | London, Ontario, Kanada           | Budweiser Gardens (9 046)                      |
| Midwest               | Owen Sound Attack           | Owen Sound, Ontario, Kanada       | Harry Lumley Bayshore Community Centre (3 500) |
| West                  | Flint Firebirds             | Flint, Michigan, USA              | Dort Federal Credit Union Event Center (4 021) |
| West                  | Saginaw Spirit              | Saginaw, Michigan, USA            | Dow Event Center (5 527)                       |
| West                  | Sarnia Sting                | Sarnia, Ontario, Kanada           | Sarnia Sports & Entertainment Centre (5 500)   |
| West                  | Sault Ste. Marie Greyhounds | Sault Ste. Marie, Ontario, Kanada | Essar Centre (4 928)                           |
| West                  | Windsor Spitfires           | Windsor, Ontario, Kanada          | WFCU Centre (6 500)                            |

### Tidigare
| - Belleville Bulls - Brampton Battalion - Brantford Alexanders - Cornwall Royals - Detroit Compuware Ambassadors - Detroit Junior Red Wings | - Detroit Whalers - Guelph Platers - Hamilton Bulldogs - Hamilton Dukes - Hamilton Steelhawks - Kingston Canadians | - Kingston Raiders - Mississauga Icedogs - Mississauga St. Michael's Majors - Newmarket Royals - Niagara Falls Thunder | - North Bay Centennials - Owen Sound Platers - Plymouth Whalers - Toronto Marlboros - Toronto St. Michael's Majors |